# Azobisisobutironitrila
Azobisisobutironitrila (abreviada AIBN) é um composto orgânico com a fórmula [(CH3)2C(CN)]2N2. Este pó branco é solúvel em álcoois e solventes orgânicos comuns mas é insolúvel em água. É frequentemente utilizado como um produtor de espuma para plásticos e borracha, e como um iniciador de radical

## Mecanismo
Na sua reação mais característica, AIBN decompõe, e elimina uma molécula de gás nitrogênio de modo a formar dois radicais 2-cianoprop-2-ilo:
Estes radicais podem iniciar polimerizações de radicais livres e outras reações induzidas por radicais. Por exemplo, uma mistura de estireno e anidrido maleico em tolueno irá reagir se aquecida, formando o copolímero sob adição de AIBN. Outro exemplo de uma  reação de radical que pode ser iniciada pela AIBN é a hidro-halogenação de alcenos anti-Markovnikov.

## Produção e análogos
AIBN é produzido pela conversão de cianoidrina de acetona à hidrazina seguido por oxidação:
2 (CH3)2C(CN)OH  +  N2H4  →   [(CH3)2C(CN)]2N2H2  +  2 H2O
[(CH3)2C(CN)]2N2H2  +  Cl2  →    [(CH3)2C(CN)]2N2  +  2 HCl
Compostos diazos relacionado comportam-se similarmente, e.g. 1,1'-azobis(cicloexanocarbonitrila). Iniciadores azo hidrossolúveis estão também disponíveis no mercado.